# Francesc Colomer
Francesc Colomer Estruch (Vic, 8 de junho de 1997) é um ator espanhol. Em 2011, ganhou o Prêmio Goya de melhor ator revelação pelo seu papel no filme Pa negre.